# Polygone Béziers
Pour les articles homonymes, voir Polygone (homonymie).
 (février 2016).
Si vous disposez d'ouvrages ou d'articles de référence ou si vous connaissez des sites web de qualité traitant du thème abordé ici, merci de compléter l'article en donnant les références utiles à sa vérifiabilité et en les liant à la section « Notes et références ».
Le Polygone Béziers est un centre commercial et de loisirs régional à ciel ouvert situé à Béziers en Occitanie, en France, et inauguré le 14 septembre 2010.

## Description
Le Polygone de Béziers est situé au sud-est de la ville de Béziers. Il a ouvert le 14 septembre 2010. Il est le résultat d’un investissement de 200 millions d’euros par les propriétaires des lieux, le groupe SOCRI, spécialistes de l’hôtellerie de luxe et de l’immobilier commercial.

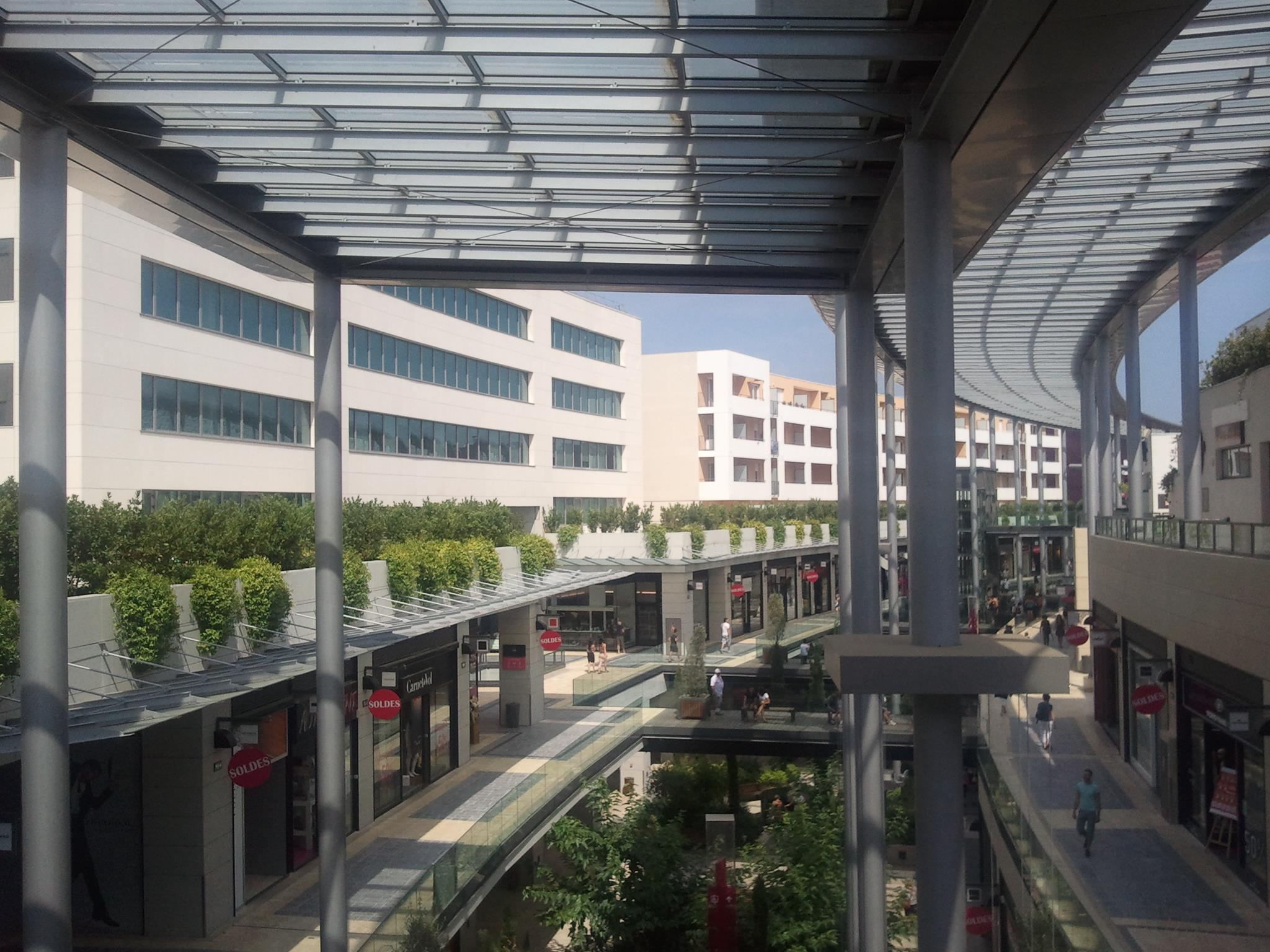
L'intérieur du centre commercial avant sa rénovation.

Le centre commercial occupe une surface de 40 000 m2. Il se déclare inspiré du mode de vie méditerranéen[réf. nécessaire]. Il est composé de 3 niveaux de commerces et de loisirs à ciel ouvert et est traversé par un canal bordé de végétation[réf. nécessaire].
Il est doté de 110 boutiques. Les niveaux 1 et 2 sont dédiés à l'alimentation, aux vêtements et accessoires, aux soins de soi, et à la culture. Ils se composent d'un supermarché Casino et de plusieurs autres magasins. Le niveau 3 est consacré aux loisirs avec un bowling de 20 pistes dont 6 pistes suspendues, un cinéma multiplexe de neuf salles, dix restaurants de grandes chaînes, trois indépendants et un pub. Le centre commercial dispose également de 1500 places de parking sur 2 niveaux.
Ces infrastructures qui lui permettent d’accueillir près de 4 millions de visiteurs chaque année.

## Documentaire
Le centre commercial a été filmé par Patric Jean dans son documentaire Le Monde parfait, tourné en 2018.